# Slåttmossen

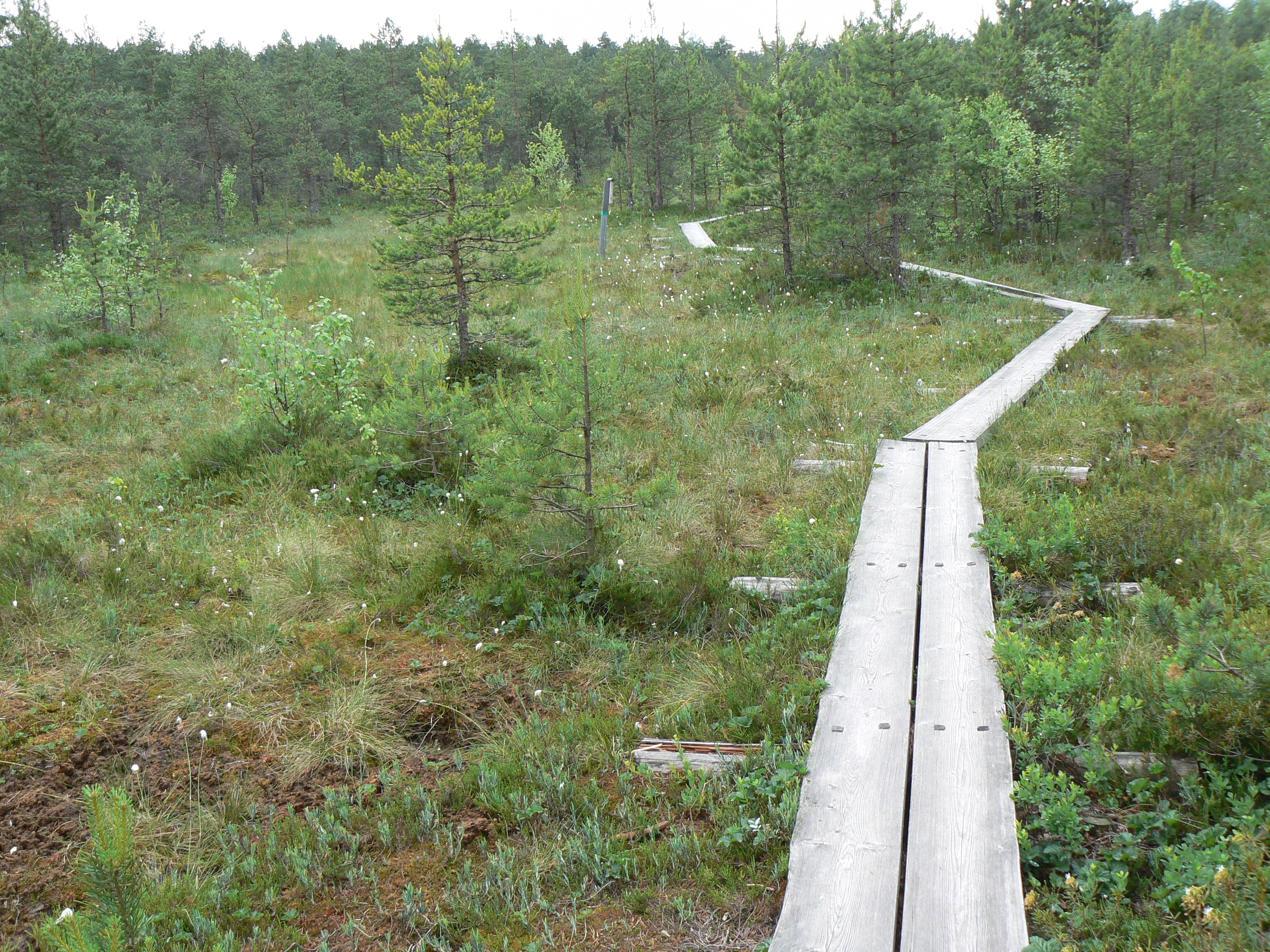
Slåttmossen

Slåttmossen är en myr och ett naturskyddsområde i Jakobacka i Helsingfors. Den är den enda typiska mossen i Helsingfors. Området fredades 13 december 1995. Dess area är 7,4 ha. Mossen fortsätter till Vanda, men detta är inte en del av naturskyddsområdet. 
En 700 m lång naturstig byggdes på mossen 1998. 
Slåttmossen har flera växter typiska för mossar som man inte påträffar övrigt i Helsingfors. Exempel på floran är tuvull, tranbär, rosling och rundsileshår. Under senare skedet av sommaren förekommer även skvattram och ljung. Mossen har även mycket fjärils- och insektsarter.